# Albert Chiché
Pour les articles homonymes, voir Chiché.
Albert Chiché est un homme politique français, né le 9 septembre 1854 à Bordeaux (Gironde) et mort le 5 septembre 1937 à Arcachon (Gironde).

## Biographie
Avocat à Paris, puis à Bordeaux en 1888, boulangiste et socialiste, il est député de la Gironde de 1889 à 1893 et de 1897 à 1902. Durant cette dernière législature, il est membre du groupe antijuif.

### Sources
- « Albert Chiché », dans le Dictionnaire des parlementaires français (1889-1940), sous la direction de Jean Jolly, PUF, 1960 [détail de l’édition]